# Tratado de Riad sobre el Derecho de los Diseños

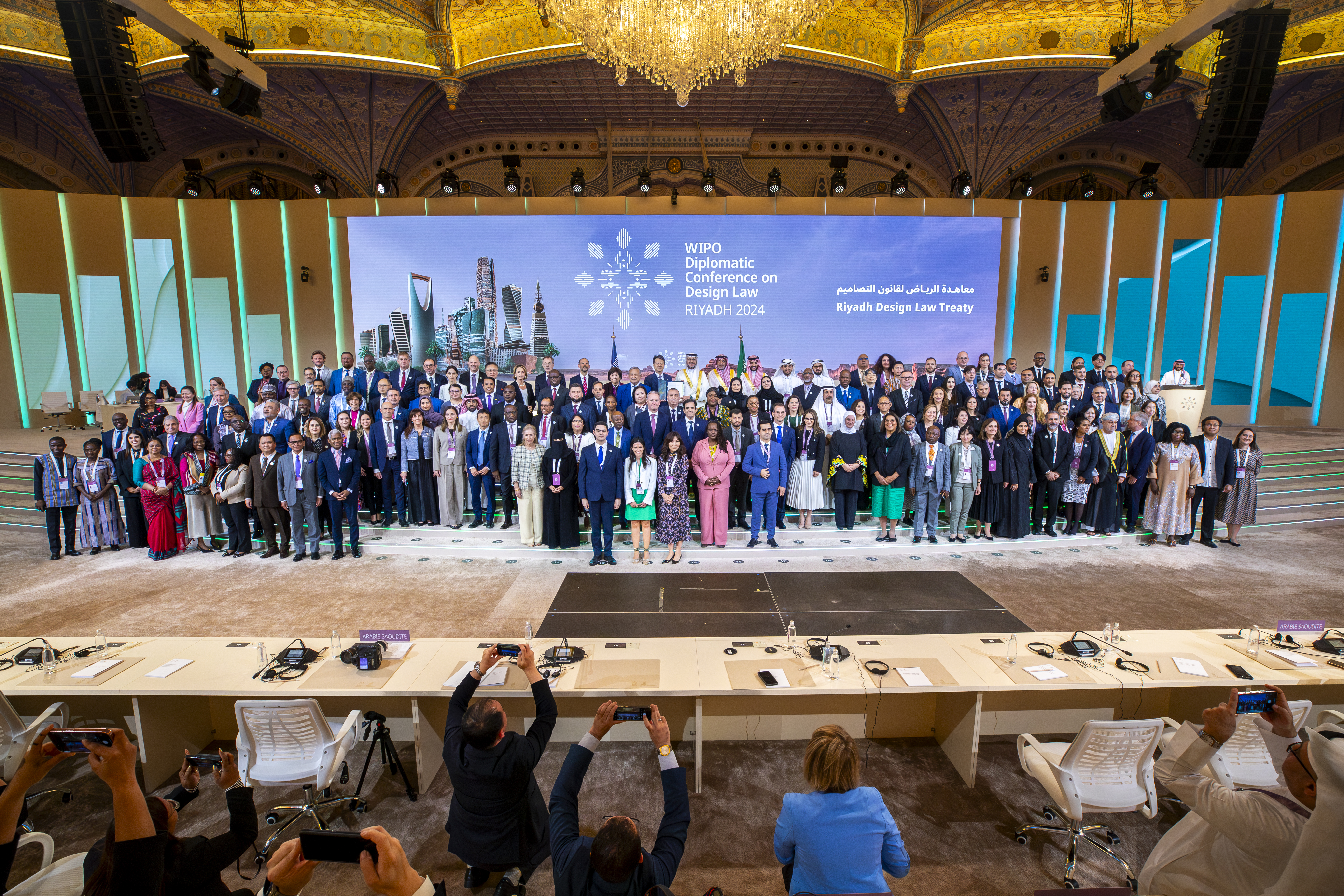
Participantes de la sesión plenaria de adopción del Tratado sobre Derecho de los Diseños en Riad, Arabia Saudita.

El Tratado de Riad sobre el Derecho de los Diseños, abreviado como DLT, es un instrumento internacional de propiedad intelectual adoptado el 22 de noviembre de 2024 en Riad, Arabia Saudita por los Estados miembros de la Organización Mundial de la Propiedad Intelectual cuyo principal objetivo es reducir los procedimientos en las solicitudes de protección de los diseños y facilitar el registro internacional de los mismos.
El tratado entrará en vigor una vez que tenga 15 partes contratantes y su administración estará a cargo de la OMPI.

## Historia
El tratado comenzó a desarrollarse desde 2005 durante la decimoquinta sesión del Comité Permanente sobre el Derecho de Marcas, Diseños Industriales e Indicaciones Geográficas de la OMPI, donde se acordó empezar a trabajar en la armonización de los procedimientos de registro de los diseños industriales.
Las negociaciones se vieron retrasadas tanto por la discusiones relacionadas con la asistencia técnica y el fortalecimiento de capacidades para los países en desarrollo, como por aquellas propuestas por los países africanos de incluir un requisito no obligatorio de divulgar el origen o la fuente de las expresiones culturales tradicionales, los conocimientos tradicionales o los recursos biológicos y genéticos utilizados o incorporados en el diseño industrial. Sobre esto último, la embajadora mexicana Socorro Flores Liera propuso una disposición a manera de solución que permitió avanzar las negociaciones y convocar a la conferencia diplomática.Como resultado, en 2022, la Asamblea General de la OMPI decidió convocar a conferencia diplomática para concluir las negociaciones sobre el DLT.
El proceso culminó con la Conferencia Diplomática para la Celebración y Adopción de un Tratado sobre el Derecho de los Diseños llevada a cabo en Riad, Arabia Saudita entre el 11 y el 22 de noviembre de 2024, presidida por Abdulaziz AlSwailem, director general de la Autoridad Saudita para la Propiedad Intelectual. El comité de redacción estuvo conformado por 17 miembros elegidos y 2 miembros de oficio, de entre las delegaciones que participantes. El tratado fue adoptado en el último día de negociaciones a la par de un reglamento del mismo.

## Contenido
El tratado busca armonizar y agilizar los procedimientos de solicitud de protección de los diseños industriales, haciendo más predecible el marco procedimental y reduciendo su complejidad. Igualmente, busca estandarizar y simplificar el registro internacional de dichos derechos de propiedad intelectual. Entre los efectos que tendrá el tratado se encuentran:
- Fija una lista máxima de indicaciones o elementos que los diseñadores deben presentar junto con una solicitud.
- Permite a los solicitantes escoger la manera de representar el diseño en una solicitud: dibujos, fotografías o, si se admiten, ficheros de video.
- Permite a los solicitantes incluir, en determinadas circunstancias, varios diseños en una única solicitud.
- Establece los requisitos para la asignación de una fecha de presentación.
- Contempla un período de gracia de 6 o 12 meses tras una primera divulgación del diseño, durante el cual no se considerará que esa divulgación afecte la novedad.
- Permite a los solicitantes mantener un diseño sin publicar durante al menos seis meses tras haber obtenido una fecha de presentación.
- Simplifica el procedimiento de solicitud de renovación del registro de un diseño.
- Fomenta la introducción de sistemas de presentación electrónica para los diseños y el intercambio electrónico de documentos de prioridad.

En lo que se refiere a la inclusión de una indicación de cualquier solicitud o registro anterior, o de otra información, incluida la información sobre las expresiones culturales tradicionales y los conocimientos tradicionales, de la cual el solicitante esté en conocimiento, dicho requisito quedó como opcional para cada estado miembro (art. 4.2).